# Petit-Saint-Nicolas
Le Petit-Saint-Nicolas était une maison de ville des moines de l'abbaye de Saint-Nicolas-aux-Bois, elle est située à Laon, en France.

## Localisation
La maison se situe au 8 rue du 13-Octobre ainsi qu'une cour donnant sur la rue Kennedy.

## Description
Autour d'une cour se trouvent trois bâtiments en « U », les moines possédaient ce bâtiment depuis 1377 comme lieu de refuge ou de résidence des moines.
La façade du bâtiment est inscrite au titre des monuments historiques en 1927. Elle est formée d"une grande porte arrondie encadrée de deux tourelles.
En 1590 un collège tenu par Étienne Gardé s'y installe puis au XVIIIe siècle une auberge. Cette maison de ville fut au XXe siècle le siège d'une administration fiscale mais sans affectation actuellement.

## Images

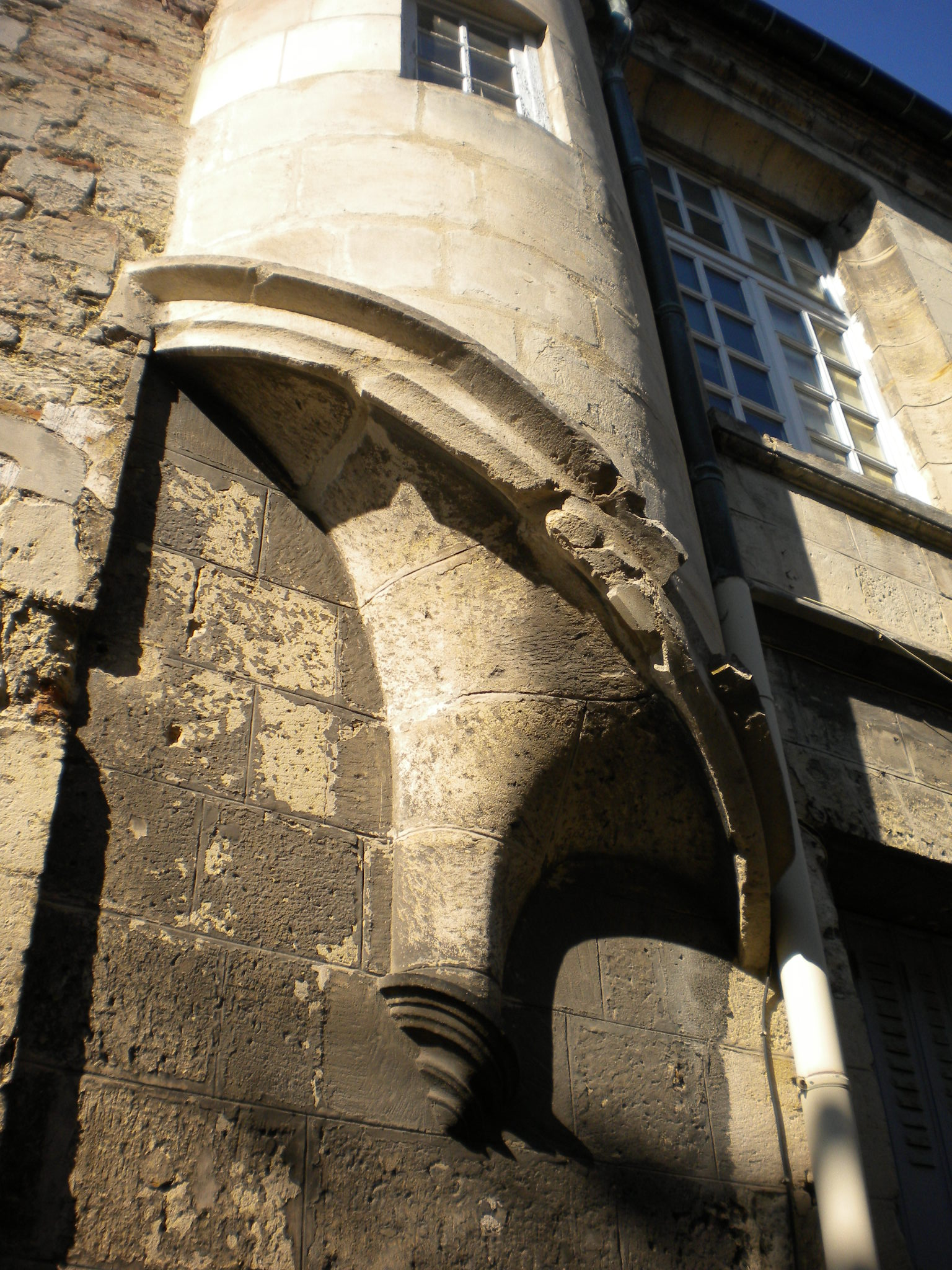
Façade sur rue.
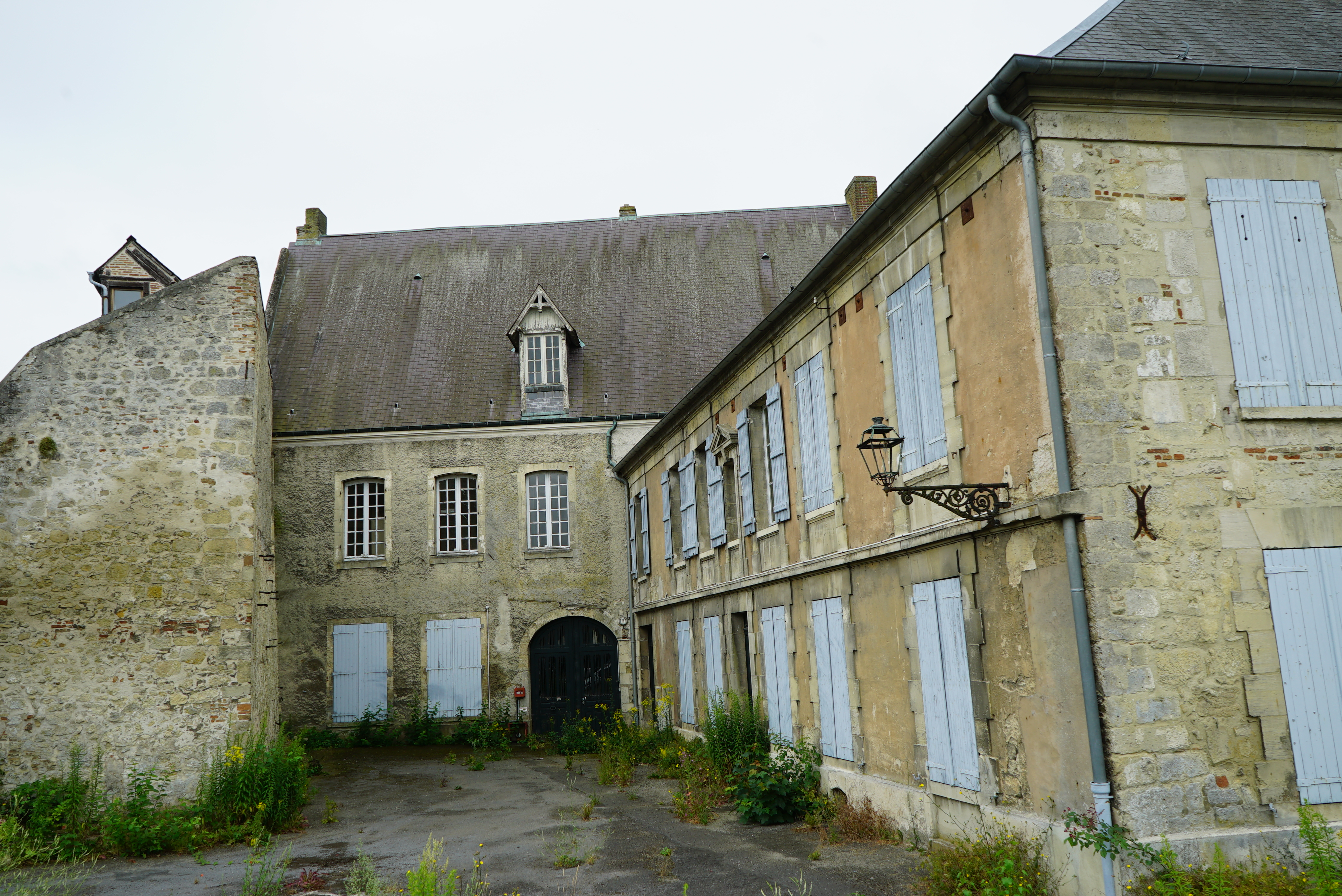
Bâtiment sur cour.